# 福建省南平剑津中学
26°38′34″N 118°11′04″E / 26.6427°N 118.184531°E
福建省南平剑津中学，或称南平第二中学、剑津中学或南平二中，是位于中华人民共和国福建省南平市的一所公办初级中学。
南平剑津中学于1902年创办，其前身为流芳和淑馨男女两校合并而成。男校起源于1902年，由美以美会传教士萌为廉先生在南平绿竹岭创办培元书院，此后曾先后更名为薛承恩流芳学堂、流芳中学。女校同样起源于1902年，由樟湖女塾迁移至南平马祖坊民屋内开学，后更名为淑馨女校。1932年上述两者合并，成立私立剑津中学，建校于原北镇街。1951年学校由人民政府接管并迁离原校址，新辟校舍，改名为南平第二中学。1970年，学校迁址于大同岭（即今校本部西山校区校址所在地）。1992年复名为南平剑津中学。1991年通过福建省首批三级达标校验收，1996年通过省二级达标校验收。2001年，南平剑津中学被确定为初级中学，停止高中部招生，同年被确定为省级初中示范校。2024年9月，南平剑津小学作为南平剑津中学的小学部开始招生。
南平剑津中学现任校长为王槐晟。

## 校史

### 早期沿革
1902年，美以美会教士萌为廉（William Artyn Main）在南平绿竹岭创办培元书院，两年后于北镇街建新校舍，改名为薛承恩流芳学校。后有热心教育人士，相继苦心办学，1920年，改办旧制中学，1922年春，分别设立普通、师范学科；遵照部章，改办新制中学，分高、初中两部。女校起源于1902年，由樟湖女塾迁移至南平马祖坊民屋内开学。1906年建校舍于黄金山，定名为淑馨女校。1932年合并成立私立剑津中学，建校于原北镇街。

### 中华人民共和国成立后
1951年学校由南平縣人民政府接管并迁离原校址，新辟校舍，改名为“南平第二中学”，20世纪60年代被确定为南平地区重点中学。1970年文革期间，迁址至原南平地委党校，即今本校校址所在地——大同岭上。1991年通过福建省首批三级达标校验收。1992年，学校复名为南平剑津中学，1996年通过省二级达标校验收。2001年，因市区学校布点调整，南平剑津中学被确定为初级中学，停止高中部招生，同年被确定为省级初中示范校。2014年，南平剑津中学江南校区开始招生

## 教学设施
学校占地22854平方米，有250m标准塑胶环形跑道的高标准操场，并有7个标准篮球场和2个排球场、一座标准乒乓球馆、禁毒中心与录播室、阶梯教室。配有实验楼、综合楼、观景台、图书馆、体育场、健身器材、架空地下运动场等设施。
现有剑津中学校本部（西山校区）和江南校区两个校区，截止2021年11月，学校核定编制252名，在编在岗217名。其中高级职称40人，中级职称97人，初级34人，工勤人员4人。校本部37个班级，其中七年级（2021级）12个班级607人，八年级（2020级）12个班级657人。九年级（2019级）13个班641人，学生总计1886人；江南校区22个班级，其中七年级（2021级）8个班级371人，八年级（2020级）8个班级415人，九年级（2019级）6个班304人，学生数1090人，两个校区总计学生人数2976人。
2021年，学校对操场塑胶跑道进行了重新铺刷，并陆续建设了才艺展示台顶棚等设施。

## 校园景点

### 宋碑亭
南剑州州学建于1025年，比宋帝诏令各州县办官学还早19年，孕育了理学南传始祖杨时等，“异时伟人辈出”。杨时学术一传羅從彥、二传李侗、三传朱熹，形成“延平四贤”。西山州学历经宋、元、明三代，为南平“理学名邦”奠定了基础，被誉为中国古代教育史的丰碑。
南宋建炎初（1128年）、州学毁于兵灾，后于西山旧址重建，绍兴十七年（1147年）落成。时进士张致远撰文，作《南剑州重建州学记》，罗荐可书丹，立碑以记之。古碑以黑色页岩为原料，圆首篆额，高3.125米，宽1.64米、下奠花岗岩龟趺座，是研究闽学形成和福建思想史、教育史以及书法碑刻艺术的重要实物资料。
1961年5月10日，福建省人民委员会公布为第一批省级文物保护单位。为保护此文物，省市主管机关于原址建石柱角亭一座，其中额标“宋碑亭”三字为著名书法家沈觐寿所书。

### 郑成功都督御营旧址
南明隆武帝朱聿键移跸延平时，“以延平府衙为行宫，以延平西山为御营”，开始了长达半年多的闽西北抗清的艰难岁月。郑成功在延平积极筹措兵饷器甲、招募当地乡民演武操练，并利用西山居高临下、视野辽阔的天然优势，同时完成练兵演武与都督御营的职责。西山上（今剑津中学校园内）的千年古榕，也因此成了郑成功观兵演武的历史见证。
二十世纪七十年代，剑津中学（原南平二中）兴建教学楼施工时，曾挖出了数门明清时期的大炮，现保存在厦门市郑成功纪念馆和南平市博物馆。
2008年，在“2008成功之旅”台湾参访团参观西山胜迹时，两岸同胞共同为“郑成功都督御营旧址”石碑揭开了红幕。

### 龙涎亭
民国十六年，国民政府福建省政府成立，军阀卢兴邦受委任管辖闽北，期间将南平西山辟为南平公园。现校园内存留的假山、亭台皆为旧时南平公园之遗迹。
“龙涎”之名由“双剑化龙”的传说而来。据传延平湖双剑化身为龙飞去时，落一滴涎水于西山，化为一弘清泉，终年不竭。后人建龙涎亭，成为一处佳景。